# Tarzan de ontembare
Tarzan de ontembare (Engelse titel: Tarzan the Untamed) is een roman geschreven door Edgar Rice Burroughs, de zevende in zijn reeks van vierentwintig boeken over het titelpersonage Tarzan. 
In tegenstelling tot de eerdere Tarzan-romans, bestaat deze uit verschillende los samenhangende korte verhalen. Het werd oorspronkelijk gepubliceerd als twee afzonderlijke verhalen die uitgebracht werden in verschillende pulp-tijdschriften. "Tarzan de ontembare" verscheen in Redbook magazine van maart tot augustus 1919, en Tarzan en de vallei van Luna verscheen in All-Story Weekly van maart tot april 1920. De twee verhalen werden samengevoegd de boekeditie, die werd uitgebracht in 1920. 